# San José
San José – stolica Kostaryki, położona w środkowej części kraju około 110 km od wybrzeża pacyficznego i 160 km od wybrzeża karaibskiego. Miasto leży w gęsto zaludnionej śródgórskiej kotlinie zwanej Mesetą Centralną, na wysokości około 1165 m n.p.m. San José jest też ośrodkiem administracyjnym prowincji San José. Miasto zamieszkuje 309,7 tys. mieszkańców (2000), a cały zespół miejski – 1040 tys. (1991).
Miasto zostało założone stosunkowo późno, bo w 1737 jako Villa Nueva. Funkcję stolicy pełni od 1823 (wcześniej stolicą było pobliskie Cartago). W mieście zachowało się, mimo zniszczeń spowodowanych trzęsieniami ziemi, wiele budynków z okresu kolonialnego, m.in. katedra z XVIII i XIX wieku, kościół La Merced z końca XVIII wieku, teatr narodowy z końca XIX wieku oraz liczne XIX-wieczne pałace. Atrakcję turystyczną stanowią też pobliskie wulkany: Irazú i Poás.
San José stanowi główny ośrodek handlowy i przemysłowy Kostaryki. Rozwinął się tu przemysł spożywczy, włókienniczy i środków transportu. Ważny węzeł komunikacyjny, położony przy Autostradzie Panamerykańskiej, posiada połączenie kolejowe z portami morskimi Puntarenas nad Ocean Spokojnym i Limón nad Morzem Karaibskim. Międzynarodowy port lotniczy im. Juana Santamaríi położony jest 20 km na zachód od San José w pobliżu miasta Alajuela. W mieście istnieją dwa uniwersytety, w tym najstarszy w kraju Universidad de Costa Rica założony w 1843 r.

## Miasta partnerskie
- Hrabstwo Miami-Dade, Stany Zjednoczone
- San Jose, Stany Zjednoczone
- Okayama, Japonia
- São Paulo, Brazylia
- McAllen, Stany Zjednoczone
- Santiago, Chile
- Rio de Janeiro, Brazylia
- Madryt, Hiszpania
- Chimbote, Peru
- Kefar Sawa, Izrael
- Guadalajara, Meksyk
- Managua, Nikaragua
- Pekin, Chińska Republika Ludowa
- Ahuachapán, Salwador
- Gwatemala, Gwatemala
- Maracay, Wenezuela
- Ecatepec de Morelos, Meksyk